# Kolinec
Kolinec (in tedesco Kolinetz) è un comune mercato della Repubblica Ceca facente parte del distretto di Klatovy, nella regione di Plzeň.